# کارین مولر
کارین مولر (Karin Müller) (متولد ۱۹۶۲) سیاستمدار آلمانی اتحاد ۹۰/سبزها است که از سال ۲۰۰۹ به عنوان نماینده مجلس ایالتی هسن مشغول به کار است. او از سال ۲۰۱۹ نایب رئیس مجلس بوده‌است.

## زندگی
مولر دوره کارآموزی خود را به عنوان یک کارمند اداری به پایان رساند و در حین کار، در مدرسه شبانه تحصیل کرد. سپس در سال ۱۹۹۴ مدرک کارشناسی ارشد خود را در رشته جامعه‌شناسی و علوم سیاسی دریافت کرد.
مولر از سال ۱۹۹۴ عضو سبزها در هسن و از سال ۲۰۰۱ عضو شورای شهر کاسل بوده‌است. او از سال ۲۰۰۶ تا مه ۲۰۱۰ رهبر گروه پارلمانی آنجا بود و تا مارس ۲۰۰۹ رئیس کمیته محیط زیست بود. در انتخابات ایالتی هسن در سال ۲۰۰۹، او به عنوان نامزد در حوزه انتخابیه شهر کاسل II شرکت کرد و در رتبه پانزدهم در لیست ایالتی به پارلمان هسن راه یافت.
در انتخابات ایالتی هسن در سال ۲۰۱۳، او در حوزه انتخابیه شهر کاسل I شرکت کرد. در اینجا او از اووه فرانکنبرگر شکست خورد. با این حال، او با قرار گرفتن در لیست حزب توانست به پارلمان ایالتی راه یابد.
کارین مولر در انتخابات ایالتی هسن ۲۰۱۸ در حوزه انتخابیه شهر کاسل II پیروز شد. در فراکسیون پارلمانی ایالتی اتحاد ۹۰/سبزها، او سخنگوی کمسیون حمل و نقل و نایب رئیس پارلمان ایالتی هسن است.